# Saint-Nicodème
Saint-Nicodème (tiếng Breton: Sant-Nigouden) là một xã của tỉnh Côtes-d’Armor, thuộc vùng Bretagne, tây bắc Pháp.

## Dân số
Người dân ở Saint-Nicodème được gọi là Nicodémois.